# Dictionnaire biographique des Juifs de Belgique
Le Dictionnaire biographique des Juifs de Belgique est un ouvrage de Jean-Philippe Schreiber édité aux éditions de Boeck en 2002.
Ce dictionnaire constitue une mosaïque de biographies qui reprend les personnalités illustres de l'histoire du judaïsme belge. Il traite de personnalités ayant contribué à l'édification de la société belge dans tous les domaines de la vie sociale, économique et scientifique.